# Lech Kaczyński
Lech Aleksander Kaczyński (Varsavia, 18 giugno 1949 – Smolensk, 10 aprile 2010) è stato un politico polacco, morto mentre ricopriva la carica di presidente della Repubblica, nell'incidente aereo del 10 aprile 2010 a bordo di un Tupolev Tu-154 che tentava di atterrare alla base aerea di Smolensk in Russia, dove si stava recando per commemorare l'anniversario del massacro di Katyn'.
Militava nel partito conservatore Diritto e Giustizia (Prawo i Sprawiedliwość, PiS). Era presidente della Repubblica di Polonia dal 2005 e aveva precedentemente ricoperto l'incarico di presidente (sindaco) di Varsavia dal 2002 fino al 22 dicembre 2005.
Era fratello gemello di Jarosław Kaczyński, politico ed ex Primo ministro.

## Biografia

### Gioventù
Kaczyński nacque a Żoliborz, Varsavia, figlio di Rajmund (1922-2005, ingegnere, che fu anche soldato dell'Armia Krajowa nella Seconda guerra mondiale e veterano della Rivolta di Varsavia) e di Jadwiga (1926-2013, filologa presso l'Accademia polacca delle scienze). Da bambino recitò in un film polacco del 1962, I due che rubarono la luna (in lingua polacca O dwóch takich, co ukradli księżyc) insieme al fratello gemello Jarosław.
Lech Kaczyński si laureò in legge e amministrazione all'Università di Varsavia. Nel 1980 ottenne il dottorato di ricerca all'Università di Danzica. Nel 1990 ottenne l'abilitazione in diritto del lavoro. Assunse poi la posizione di professore all'Università di Danzica e all'Università Cardinale Stefan Wyszyński di Varsavia.

### Opposizione al comunismo
Negli anni settanta Lech Kaczyński fu un attivista all'interno del movimento democratico anticomunista polacco, il Comitato di difesa degli operai, e nel movimento sindacale indipendente. Nell'agosto 1980 divenne consigliere del Comitato per lo sciopero delle fabbriche nel cantiere navale di Danzica e del movimento Solidarność. Durante il periodo della legge marziale, introdotta dal governo polacco nel dicembre 1981, fu internato come elemento anti-socialista. Dopo essere uscito di prigione tornò alle attività sindacali, divenendo membro di Solidarność, ridotta a movimento segreto.
Quando Solidarność tornò ad essere legale, alla fine degli anni ottanta, Lech Kaczyński divenne consigliere di Lech Wałęsa e del suo Comitato dei Cittadini Solidarność nel 1988. Dal febbraio all'aprile 1989 partecipò alle trattative della Tavola rotonda polacca.
Come presidente della repubblica, Lech Kaczyński il 27/11/2009 firmò l'emendamento (approvato all'unanimità, dal Parlamento polacco il 25 settembre dello stesso anno) che introduceva il reato di apologia del comunismo, vietando e perseguendo penalmente "produzione, diffusione (anche tramite internet) e possesso di simboli, propaganda e idee legate al comunismo"; la pena per chi viene colto in flagrante può arrivare a 2 anni di reclusione.

### Porozumienie Centrum
Kaczyński fu eletto senatore alle elezioni parlamentari del 1989 e divenne vicepresidente del sindacato NSZZ Solidarność. Alle elezioni parlamentari del 1991 fu eletto al Parlamento come membro di nessun partito; fu tuttavia sostenuto dal comitato elettorale Alleanza Civica di Centro, strettamente legata, ma non identica, al partito politico Porozumienie Centrum (Accordo di Centro), guidato dal fratello.
Fu inoltre il principale consigliere e sostenitore di Lech Wałęsa quando questo fu eletto Presidente della Polonia nel dicembre 1990. Lech Wałęsa nominò Kaczyński Ministro della Sicurezza nella Cancelleria Presidenziale, ma lo licenziò poi nel 1992 a causa di un conflitto riguardante il governo di Jan Olszewski.
Lech Kaczyński fu Presidente della Suprema Camera di Controllo (Najwyższa Izba Kontroli, NIK) dal febbraio 1992 al maggio 1995 e poi Ministro della Giustizia e Procuratore Generale della Repubblica nel governo di Jerzy Buzek dal giugno 2000 al luglio 2001. In questo periodo fu molto popolare, a causa della sua forte campagna contro la corruzione.

### Diritto e Giustizia
Nel 2001 fondò il partito politico conservatore Diritto e Giustizia (Prawo i Sprawiedliwość – PiS) insieme al fratello Jarosław. Lech Kaczyński fu Presidente del partito dal 2001 al 2003; il fratello Jarosław è l'attuale Presidente.

### Sindaco di Varsavia
Nel 2002 Lech Kaczyński fu eletto sindaco di Varsavia con una grande maggioranza. Iniziò il mandato dichiarando guerra alla corruzione; sostenne poi la costruzione del Museo della Rivolta di Varsavia, e nel 2004 nominò un gruppo di storici che stimasse le perdite materiali inflitte alla città dalla Germania durante la seconda guerra mondiale (circa l'85% della città fu distrutta durante la Rivolta di Varsavia), come risposta diretta alle rimostranze provenienti dai tedeschi espulsi dalla Polonia. Il gruppo di esperti stimò le perdite in circa 45,3 miliardi di euro, al valore attuale. Kaczyński promosse anche il Museo Ebraico a Varsavia, attualmente in costruzione, donando una parte del terreno cittadino per il progetto.

### Interferenza con eventi LGBT
Kaczyński impedì per due volte la parata del gay pride a Varsavia nel 2004 e nel 2005, localmente nota come Parada Równości, affermando che la richiesta di autorizzazione da parte degli organizzatori non era stata correttamente inoltrata, e dicendo anche che non rispettava il diritto degli omosessuali a manifestare, affermando che "Rispetto il vostro diritto a dimostrare come cittadini. Ma non come omosessuali". Inoltre, egli temeva che la parata potesse promuovere uno "stile di vita omosessuale" e si lamentò con la polizia, che non usò forze sufficienti per interromperla, dicendo: "Perché non è stata usata la forza per sopprimere una manifestazione illegale?". Nel 2004 i suoi oppositori definirono incostituzionali le sue azioni, e fu ripetutamente criticato dall'amministrazione del Voivodato della Masovia, che supervisiona ufficialmente l'operato del Sindaco di Varsavia.
Nel 2007 la Polonia, rappresentata da Lech Kaczyński, fu giudicata colpevole dalla Corte europea dei diritti dell'uomo per violazione della libertà di associazione, secondo quanto stabilito dall'Articolo 11 della Convenzione europea per i diritti dell'uomo.

### Presidenza
Il 19 marzo 2005, Lech Kaczyński dichiarò formalmente la propria intenzione di concorrere alle elezioni presidenziali del 2005. Fu eletto al secondo turno, sconfiggendo lo sfidante Donald Tusk con il 54,04% dei voti; Kaczyński assunse i poteri il 23 dicembre 2005, prestando giuramento dinnanzi all'Assemblea nazionale della Polonia.
Nel suo primo discorso pubblico come Presidente eletto, Kaczyński affermò che la sua presidenza avrebbe avuto il compito fondamentale di miglioramento della Repubblica, sostenendo che questo sarebbe consistito nell'"eliminare varie patologie dalla nostra vita, e in particolare il crimine (...), la corruzione criminale, che cerca di ottenere ingiustificati arricchimenti, e che sta avvelenando la società, [e impedendo allo stato di assicurare] la sicurezza sociale di base, la sicurezza sanitaria, le condizioni di partenza per lo sviluppo della famiglia [e] la sicurezza dei commerci e dello sviluppo economico.

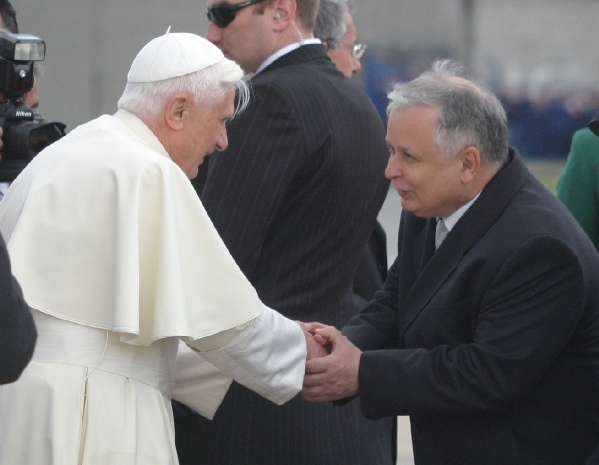
Incontro con Benedetto XVI

Durante la sua inaugurazione, elencò i diversi obiettivi che intendeva perseguire durante il mandato. Tra quelli che riguardavano gli affari interni, vi erano: l'aumento della solidarietà sociale in Polonia, assicurare alla giustizia coloro che erano stati responsabili o collusi a crimini comunisti durante la Repubblica Popolare Polacca, combattendo la corruzione, assicurando serenità all'economia, e sicurezza per lo sviluppo della famiglia. Kaczyński affermò anche che avrebbe cercato di abolire le differenze tra le religioni. In questo discorso, enfatizzò anche l'unione tra modernizzazione e tradizione, ricordando gli insegnamenti di Papa Giovanni Paolo II.
Tra il 2005 ed il 2007, secondo l'articolo 133 della Costituzione della Polonia, Kaczyński graziò 77 persone e rifiutò la grazia a 550 persone. Il 21 dicembre 2008 Lech Kaczyński divenne il primo Capo di Stato polacco a visitare una sinagoga polacca per una funzione religiosa. La cerimonia coincise con la prima notte di Chanukkah.

### Morte

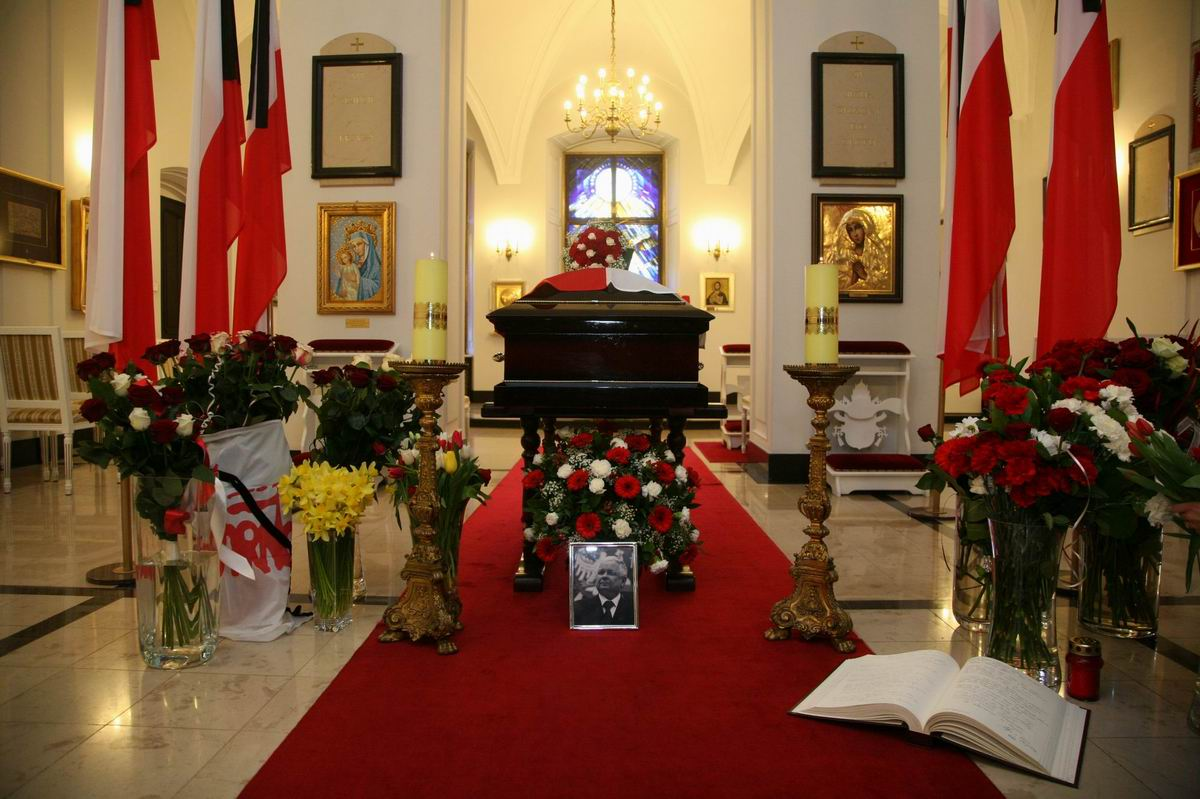
La camera ardente di Lech Kaczyński allestita al Palazzo Presidenziale a Varsavia

Il 10 aprile 2010 il Tupolev Tu-154 sul quale il presidente viaggiava con la moglie e il suo staff si schiantò al suolo in fase di atterraggio nella base aerea russa di Smolensk. Kaczyński si stava recando ad una cerimonia di commemorazione delle vittime del massacro di Katyn'. Si presume che le cause dell'incidente siano state la fitta nebbia e una manovra errata del pilota.
Nell'incidente persero la vita, oltre a Lech Kaczyński, la moglie del presidente Maria e altre 94 persone, di cui 86 erano esponenti di primo piano della vita politica, economica e militare polacca. A bordo dell'aereo vi erano, infatti, tra l'altro, il capo di stato maggiore polacco, Franciszek Gagor, il viceministro degli esteri, il governatore della banca centrale, l'ultimo Presidente della Repubblica di Polonia in esilio, Ryszard Kaczorowski, alcuni parlamentari di Camera dei deputati e Senato, il candidato conservatore alle successive elezioni presidenziali, Przemyslaw Gosiewski, e diversi esponenti di primo piano dell'esercito polacco.
Le autorità polacche pubblicarono il testo del discorso che Lech Kaczyński avrebbe dovuto leggere. Il presidente avrebbe voluto ringraziare le famiglie delle vittime dell'eccidio come difensori della memoria nazionale, i russi per gli ultimi passi compiuti per scoprire la verità ed avrebbe lanciato un invito ai due popoli a cicatrizzare quella ferita che li aveva divisi per anni.
La camera mortuaria di Lech Kaczyński e della moglie venne allestita al Palazzo Presidenziale a Varsavia. Vennero seppelliti nella cattedrale del Wawel a Cracovia, dopo i funerali di stato celebrati nella basilica di Santa Maria il 18 aprile 2010, sempre a Cracovia. Questa decisione sollevò molte controversie in Polonia, dato che la cattedrale del Wawel e la cripta di San Leonardo sono il luogo di sepoltura di diversi sovrani di Polonia e di eroi nazionali. Perciò molti, pur considerando che Lech Kaczyński sia stato un'importante figura nella storia polacca, hanno ritenuto che dovesse essere sepolto in un luogo degno, ma non nel Wawel.
Molte autorità mondiali, tra cui Barack Obama, Nicolas Sarkozy e il Principe di Galles, non poterono presenziare al funerale a causa dell'eruzione del vulcano Eyjafjallajökull, in Islanda, che ostacolò per qualche giorno gli spostamenti aerei in Europa.